# Polonuevo

Localização de Polonuevo, no departamento de Atlántico

Polonuevo é uma cidade e município da Colômbia, no departamento de Atlántico. Segundo o censo de 2005, sua população é formada por 13.518 habitantes.